# Ibn Dihya
Ibn Dihya (àrab: ابن دحية, Ibn Diḥya), sobrenom o pseudònim (xuhra) d'Abu-l-Khattab Úmar ibn al-Hàssan ibn Alí ibn Muhàmmad ibn al-Jumàyyil ibn Farh ibn Khàlaf ibn Qumis ibn Mazlal ibn Badr ibn Àhmad ibn Dihya ibn Khalifa ibn Farwa al-Kalbí al-Andalussí al-Balansí ad-Daní —en àrab Abū l-Ḫaţţāb ʿUmar ibn al-Ḥasan ibn ʿAlī ibn Muḥammad ibn al-Jumayyil ibn Farḥ ibn Ḫalaf ibn Qūmis ibn Mazlāl ibn Badr ibn Aḥmad ibn Diḥya ibn Ḫalīfa ibn Farwa al-Kalbī al-Andalusī al-Balansī ad-Dānī— (Dénia?, 1152? – el Caire, 27 de novembre de 1235), exercí de cadi i fou un erudit andalusí, especialitzat en el hadit.

## Nom
Ibn Dihya és el sobrenom o pseudònim (xuhra) d'Abu-l-Khattab Úmar ibn al-Hàssan ibn Alí ibn Muhàmmad ibn al-Jumàyyil ibn Farh ibn Khàlaf ibn Qumis ibn Mazlal ibn Badr ibn Àhmad ibn Dihya ibn Khalifa ibn Farwa al-Kalbí al-Andalussí al-Balansí ad-Daní (àrab: أبو الخطاب عمر بن الحسن بن علي بن محمد بن الجميل بن فرح بن خلف بن قومس بن مزلال بن بدر بن أحمد بن دحية بن خليفة بن فروة الكلبي الأندلسي البلنسي الداني, Abū l-Ḫaţţāb ʿUmar ibn al-Ḥasan ibn ʿAlī ibn Muḥammad ibn al-Jumayyil ibn Farḥ ibn Ḫalaf ibn Qūmis ibn Mazlāl ibn Badr ibn Aḥmad ibn Diḥya ibn Ḫalīfa ibn Farwa al-Kalbī al-Andalusī al-Balansī ad-Dānī).

## Biografia
De la seva família se'n sap poc. Quant als seus ascendents, ell mateix es denomina Dhu-n-nassabayn (àrab: ذو النسبين, Dū n-nasabayn, ‘el De les dues genealogies’), i pretén descendir, per part dels dos progenitors, de persones properes a Mahoma, fins i tot de la seva filla Fàtima az-Zahrà. Un dels seus nàssabs, Qūmis, sembla indicar una ascendència mossàrab. Són coneguts un germà més jove, Abu-Amr Uthman, i un fill, Xàraf-ad-Din ibn Abi-l-Khattab, els quals també foren estudiosos del hadit.
Va viatjar per l'Àndalus i el Magrib, va peregrinar a la Meca (passant per Egipte) i després va anar a Síria, Iraq i Pèrsia fins al Khurasan. En tots aquests viatges, estudià i ensenyà l'hadit seguint l'escola zahirista. Estigué a Marràqueix el 1168-69 i 1169-70 estudiant amb Abu-Abd-Al·lah ibn Hayus Muhàmmad ibn Hussayn i Abu-Bakr al-Abdarí Muhàmmad ibn Abd-Al·lah; el 1175-76 estudià a Ceuta amb Abu-Abd-Al·lah Muhàmmad al-Hàssan ibn At; en el 1176-77 estava a Sevilla estudiant amb Abu-Bakr ibn Khayr; en el 1177-78 estudià a Fes amb Abu-l-Hàssan Ali ibn Hussayn; en el 1178-79 estudià amb Ibn Baixkuwal. Després torna a l'Àndalus, on visita Xàtiva per estudiar amb Abu-Yússuf ibn Talha i Abu-Bakr ibn Mughàwir; a Granada amb Abu-Muhàmmad ibn Abd-ar-Rahim i Abu-Bakr ibn Abi-l-Afiya; a Jerez amb Abu-l-Hàssan ibn Lubbal; i a Màlaga amb Ibn al-Yatim i Abu-Muhàmmad al-Qàssim.
Fou cadi de Dénia en dues ocasions, i d'allí es trasllada al Magrib, primer a Tilimsen, on estudia amb Abu-l-Hàssan Alí Abd-ar-Rahman, i després, l'any 1198-99, a Tunis, on ensenya hadit. D'aquí mou cap a l'Orient, i a Egipte estudia amb al-Bussirí. I després de la peregrinació a la Meca visita Iraq: a Bagdad estudia amb els companys d'Ibn al-Husdayn, a Wasit amb Abu-l-Fat·h Muhàmmad ibn Àhmad ibn al-Maydaní, i el 1207-08, a la ciutat d'Arbela, presenta un poema a l'emir aiúbida Mudhàffar-af-Din. L'emir l'envia al Gran Khorasan, i aprofita el viatge per a seguir els seus estudis: a Esfahan estudia amb Abu-Jàfar as-Saydalaní i a Nashipur amb Munsur ibn Abd-al-Múnim al-Farawí.
En tornar al Caire fou nomenat preceptor del fill d'al-Adil I, que fou després el soldà al-Màlik al-Kàmil, que li va donar la direcció de l'escola al-Kamiliyya per ell fundada, dedicada a l'ensenyament de l'hadit, però fou destituït vers el 1230 i el va substituir el seu germà Abu-Amr Uthman, i uns anys després el seu propi fill, Xàraf-ad-Din ibn Abi-l-Khattab.
Morí al Caire la nit del 27 de novembre de 1235, i fou soterrat als peus de la muntanya al-Muqattam.

## Obra
Ibn Dihya va escriure nombroses obres, la major part de les quals tracten sobre l'hadit, però també escrigué sobre història, llengua i literatura. Mantingué una abundant correspondència i escrigué poesia.
- Adā’mā wajaba min bayān waḍʿ al-waḍḍāʿīn fī rajab (Compliment de la disposició clara, obligatòria, dels que s'abstenen en el mes de ràjab). Recopilació de tradicions sobre el sawm.
- Aʿlām an-naṣr al-mubīn fī l-mufāḍala bayba ahlay Ṣiffīn (Insígnies de la clara victòria sobre la comparació entre els dos bàndols de Siffin). Tracta la batalla de Siffin.
- Anwār al-maxriqayn fī tanqīḥ al-ṣaḥīḥayn al-muxriqayn (Llums d'Orient i Occident per a revisar les dues resplendors autèntiques). Comentaris a les dues recopilacions de hadits més considerades, el Sahih Bukharí i el Sahih Múslim. Obra perduda.
- Al-Āyat al-bayyināt fī ẖaṣā’iṣ aʿḍā’ Rasūl Allāh (Els signes eloqüents sobre les característiques del membres de l'enviat de Déu).
- Al-Bixārāt wa-l-indārāt al-mutalaqqāt min aṣdaq al-barāʿāt (Albíxeres i advertències rebudes de la més fiable distinció). Obra perduda.
- Al-Ibtihāj fī l-miʿrāj (El goig sobre l'ascensió del profeta). Obra perduda.
- Al-ʿIlm al-maxhūr fī faḍā’il al-ayyām wa-x-xuhūr (Famosa ciència sobre les virtuts dels dies i els mesos).
- ʿIṣmat al-anbiyā’ (Impecabilitat dels profetes). Obra perduda.
- Istīfā’ al-maṭlūb fī tadbīr al-ḥurūb (Compliment del que cal per a la preparació de les guerres). Obra perduda.
- Ḫuṭab (Sermons). Obra perduda.
- Maraj al-baḥrayn fī fawā’id al-maxriqayn wa-l-maḡribayn (Agitació dels dos mars sobre els aprofitaments dels dos Orients i els dos Occidents).
- Muṣannaf fī rijāl al-ḥadīt (Repertori d'estudiosos de l'hadit). Obra perduda.
- Al-Mustawfà min asmā’ al-Muṣṭafà (Saldo sobre els noms de l'elegit).
- Al-Muṭrib min axʿār ahl al-Maḡrib (Poesia encisadora dels magrebins). Antologia poètica de l'occident islàmic.
- An-Nibrās fī ta’rīẖ ẖulafā’ Banī l-ʿAbbās (Llanterna sobre la història dels abbàssides).
- Niẖāyat as-sūl fī ẖaṣā’iṣ ar-Rasūl (Terme dels interrogants sobre les característiques del profeta).
- Xarḥ asmā’ an-nabī ṣallà Allāh ʿalayhi wa-sallama (Explicació dels noms del profeta, Déu el beneeixi i salve). Obra perduda.
- Aṣ-Ṣārim al-hindī fī l-raddʿalà l-Kindī (Acer indi tallant, sobre la refutació d'al-Kindí). Obra perduda.
- Silsilat al-dahab fī nasab sayyid al-ʿajam wa-l-ʿarab (Cadena d'or sobre la genealogia del Senyor dels estrangers i els àrabs). Obra perduda.
- At-Taḥqīq fī manāqib Abī Bakr al-Ṣiddīq (La verificació sobre les actituds virtuoses d'Abu-Bakr ad-Siddiq). Obra perduda.
- Taʿlīq ʿalà xihāb fī l-ḥikam wa-l-amtāl wa-l-ādāb min al-aḥādīt an-nabawīya (El llumener de notícies sobre els aforismes, els proverbis i les belles lletres en les tradicions del Profeta). Comentari de l'obra homònima d'Abu-Abd-Al·lah ibn Salama al-Qudaí. Obra perduda.
- Tanbīh al-baṣa’ir fī asmā’ umm al-kabā’ir (Advertència a les ments perspicaces. Els noms del major dels pecats).
- At-Tanwīr fī mawlid al-sirāj al-munīr (Il·luminació sobre el naixement de la llanterna lluminosa). Composició sobre el naixement de Mahoma, amb un poema panegíric final dedicat a l'emir aiúbida Mudhàffar-ad-Din.
- Ta’rīẖ al-umam fī ansāb al-ʿarab wa-l-ʿajam (Història de les nacions sobre la genealogia dels àrabs i estrangers). Obra perduda.
- Wahj al-jamr fī taḥrīm al-ẖamr (Ardor de la brasa sobre la prohibició del vi). Obra perduda.